# Montes Ruvenzori
Os Montes Ruvenzori, ou Ruwenzori, constituem uma pequena, mas espetacular cordilheira da África Central, situada na fronteira entre o Uganda e a República Democrática do Congo, com altitudes que atingem os 5109 metros. Os pontos mais altos dos Montes Ruvenzori encontram-se permanentemente cobertos de neve, sendo conjuntamente com os montes Quilimanjaro e Quénia os únicos na África com tal característica. Esta cordilheira é, muitas vezes, identificada com as Montanhas da Lua mencionadas por Ptolomeu, mas as descrições são demasiado vagas para que esta identificação seja definitiva. Estão situadas numa região muito úmida, pelo que estão frequentemente envolvidas por nuvens.
Esta cordilheira formou-se como resultado do levantamento ocorrido no flanco ocidental do Grande Vale do Rifte, e estende-se por cerca de 120 km de comprimento por 65 km de largura. É composta por seis maciços principais separados por gargantas profundas: Monte Stanley (5109 m), Monte Baker (Uganda) (4843 m), Monte Emin (4789 m), Monte Gessi (4715 m) e Monte Luís de Saboia (4672 m). O Monte Stanley é o maior e tem vários cumes acessórios, sendo o Pico Margarida o ponto mais elevado.
As montanhas Ruvenzori foram anteriormente identificadas como "Montanhas Lunares de Ptolemeu".

## Fauna e flora

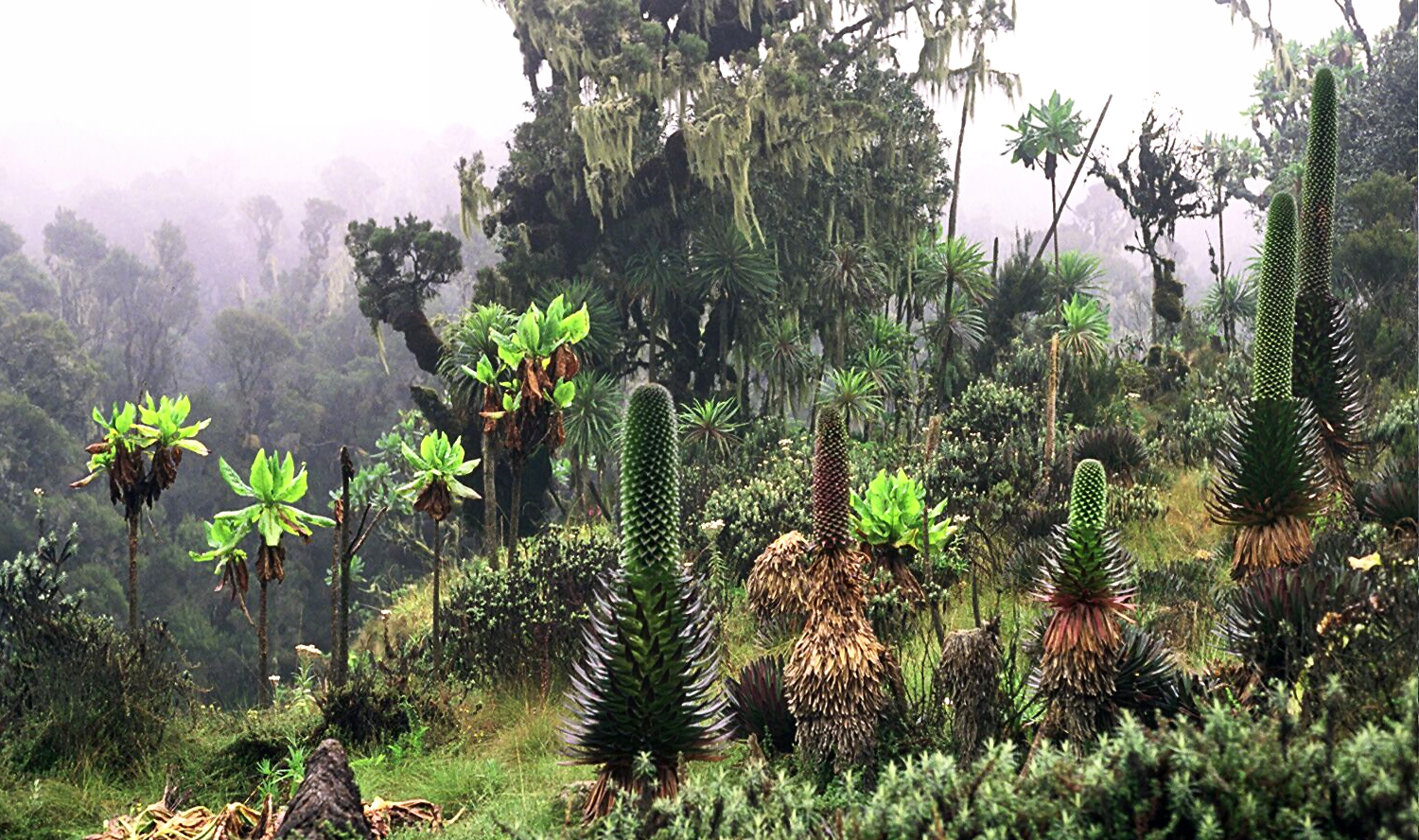
Vegetação dos Montes Ruvenzori (destacam-se as lobelias gigantes)

Os Montes Ruwenzori são conhecidos pela sua vegetação, que varia desde a floresta tropical húmida passando por prado alpino|prados alpinos até às neves permanentes, bem como pela sua fauna, incluindo elefantes-da-floresta, várias espécies de primatas, e muitas espécies endémicas de aves. Uma zona é conhecida pelas suas urzes de seis metros de altura cobertas de musgo, outra pelas lobelias gigantes. A maior parte da cordilheira é atualmente Património Mundial incluindo o Parque Nacional dos Montes Ruvenzori no Uganda e o Parque Nacional de Virunga na República Democrática do Congo.
Os primeiros europeus a visitarem os Ruvenzori encontravam-se na expedição liderada por Henry Morton Stanley em 1889. A primeira subida ao cume mais alto foi feita por Luísi Amadeu de Saboia, duque dos Abruzos, em 1906.

## Recuo glaciar nos Ruvenzori
Um ponto de preocupação nos últimos anos é o impacto das mudanças climáticas nos glaciares dos Ruvenzori. Em 1906, existiam aqui 43 glaciares distribuídos por seis picos com uma área total de 7,5 km². Em 2005, o número de glaciares remanescentes é menos de metade do existente em 1906, em apenas três picos, com uma área aproximada de 1,5 km².